# El rapte de les filles de Leucip
El rapte de les filles de Leucip és un quadre del pintor flamenc Peter Paul Rubens de l'any 1618. Es tracta d'una pintura a l'oli sobre tela, de 222 cm d'altura i 209 cm d'amplada, que actualment es conserva a l'Alte Pinakothek de Múnic (Alemanya).

## Descripció
La pintura mostra els bessons Càstor, mortal, i Pòl·lux, immortal, segrestant Febe i Hilaïra, filles de Leucip de Messènia. Càstor, el domador de cavalls, és reconeixible per la seva armadura, mentre que Pòl·lux, el boxador, es mostra amb un tronc superior nu. També es poden distingir pels seus cavalls: el de Càstor es comporta bé i està suportat per un putto, mentre que el de Pòl·lux està erecte, l'ala negra del putto indica el destí últim dels bessons.
A la pintura, Febe i Hilaïra no tenen cap atribut que les distingeixi. De la literatura dels mites grecs, però, se sap que Febe portava un fill de Pòl·lux, Mnesleos, i Hilaïra un de Càstor, Anogon. Semblaria, doncs, per la direcció de les mirades fixes i d'admiració dels bessons, que la filla de la posició inferior que dona l'esquena a l'espectador és Febe, i la filla de la posició superior, que està de cara, és Hilaïra.

## Història
La pintura fou comprada a Anvers el 1716 per Johann Wilhelm. El 1805 o 1806 ja es trobava a Múnic.